# Куп Србије у ватерполу 2013/14.
Куп Србије у ватерполу 2013/14. је осмо такмичење организовано под овим називом од стране Ватерполо савеза Србије. Финални турнир је одржан 25. и 26. јануара 2014. године у Београду, а сви мечеви су одиграни на базену СРЦ Ташмајдан.

## Учесници
Према пропозицијама право наступа на финалном турниру Купа Србије имају четири првопласиране екипе из првог дела сезоне Прве А лиге Србије. Након одиграних првих седам кола сезоне 2013/14. стање на табели било је следеће:
|  | М | Клуб               | Одиг. | Поб. | Нер. | Пор. | ГД  | ГП | ГР  | Бод. |
|  | - | ------------------ | ----- | ---- | ---- | ---- | --- | -- | --- | ---- |
|  | 1 | Раднички Кон Тики  | 7     | 7    | 0    | 0    | 124 | 41 | +83 | 21   |
|  | 2 | Црвена звезда      | 7     | 6    | 0    | 1    | 109 | 44 | +65 | 18   |
|  | 3 | Партизан Рајфајзен | 7     | 5    | 0    | 2    | 102 | 41 | +61 | 15   |
|  | 4 | Војводина          | 7     | 4    | 0    | 3    | 68  | 66 | +2  | 12   |

## Полуфинале
Жреб полуфиналних парова обављен је 16. децембра 2013. године, а сви учесници били су у истој позицији (исти шешир).
| 25. јануар 2014. 18:15 | Детаљи | Војводина                                    | 6 : 16  | Црвена звезда    | СРЦ Ташмајдан, Београд Гледалаца: 1 000 Судије: Голијанин, Путниковић |
| 25. јануар 2014. 18:15 | Детаљи | Резултати по четвртинама: 0-5, 3-4, 3-6, 0-1 |         |                  | СРЦ Ташмајдан, Београд Гледалаца: 1 000 Судије: Голијанин, Путниковић |
| 25. јануар 2014. 18:15 | Детаљи | Јовановић 2                                  | Стрелци | Рађен, Рашовић 3 | СРЦ Ташмајдан, Београд Гледалаца: 1 000 Судије: Голијанин, Путниковић |

| 25. јануар 2014. 20:15 | Детаљи | Раднички Кон Тики                            | 9 : 7   | Партизан Рајфајзен | СРЦ Ташмајдан, Београд Гледалаца: 700 Судије: Раковић-Крстоношић, Стефановић |
| 25. јануар 2014. 20:15 | Детаљи | Резултати по четвртинама: 3-4, 4-1, 1-1, 1-1 |         |                    | СРЦ Ташмајдан, Београд Гледалаца: 700 Судије: Раковић-Крстоношић, Стефановић |
| 25. јануар 2014. 20:15 | Детаљи | Басара 3                                     | Стрелци | Гилен, Мандић 2    | СРЦ Ташмајдан, Београд Гледалаца: 700 Судије: Раковић-Крстоношић, Стефановић |

## Финале
| 26. јануар 2014. 20:15 | Детаљи | Црвена звезда                                | 12 : 11 | Раднички Кон Тики            | СРЦ Ташмајдан, Београд Гледалаца: 2 000 Судије: Голијанин, Рагач |
| 26. јануар 2014. 20:15 | Детаљи | Резултати по четвртинама: 3-2, 3-3, 3-2, 3-4 |         |                              | СРЦ Ташмајдан, Београд Гледалаца: 2 000 Судије: Голијанин, Рагач |
| 26. јануар 2014. 20:15 | Детаљи | Вапенски 3                                   | Стрелци | Ђ. Филиповић, Ф. Филиповић 3 | СРЦ Ташмајдан, Београд Гледалаца: 2 000 Судије: Голијанин, Рагач |

| Победник Купа Србије у ватерполу 2013/14. |
| ----------------------------------------- |
| ВК Црвена звезда 2. титула                |